# 薩米利夫卡 (薩米利夫卡長老區)
48°46′12″N 36°13′49″E / 48.77000°N 36.23028°E
薩米利夫卡（羅馬化：Samiilivka）是位於烏克蘭東部的村莊，由哈爾科夫州洛佐瓦區布利茲紐基市鎮的薩米利夫卡市鎮負責管轄。該村距離洛佐瓦16公里，始建於1880年，面積0.91平方公里，海拔高度89米，2001年人口673。